# 佳能產品列表

## 照相機

### 135底片單鏡反光相機
以下資料除了特別標明外，所有相機以根據推出日期先後排列。

#### 佳能 R系統(R接環)
- 佳能 FLEX         （1959年05上市，已停產）
- 佳能 FLEX RP      （1960年09上市，已停產）
- 佳能 FLEX R2000   （1960年09上市，已停產）
- 佳能 FLEX RM      （1962年04上市，已停產）

#### 佳能 Ex系統(EX接環)
- 佳能 EXEE         （1969年10上市，已停產）
- 佳能 EXAUTO       （1972年02上市，已停產）

#### 佳能 FL系統(FL接環)

##### 佳能F系列
- 佳能 FX         （1964年4月上市，已停產）
- 佳能 FP         （1964年10月上市，已停產）
- 佳能 Pellix     （1965年4月上市，已停產）：首台固定式反光鏡SLR
- 佳能 FT QL      （1966年3月上市，已停產）
- 佳能 Pellix QL      （1966年3月上市，已停產）：Pellix增強版
- 佳能 TL      （1968年2月上市，已停產））：FT QL低價精簡版本

#### FD接環
所有佳能 FD 接環機型皆向前相容FL接環鏡頭.

##### 佳能F系列
- 佳能 FTb  （1971年3月上市，已停產）：F-1精簡版本
- 佳能 EF   （1973年1月上市，已停產）
- 佳能 FTb-N  （1973年7月上市，已停產）:FTb加強版
- 佳能 TX   （1975年3月上市，已停產）
- 佳能 TLb  （1976年4月上市，已停產）

##### 佳能F-1系列
- 佳能 F-1  （1971年3月上市，已停產）： F系列首台旗艦機種
- 佳能 F-1 HS   （1972年2月上市，已停產）：F系列旗艦機種
- 佳能 F-1 N   （1976年9月上市，已停產）：F系列旗艦機種
- 佳能 New F-1   （1981年9月上市，已停產）： F系列旗艦機種
- 佳能 New F-1 HS   （1981年11月上市，已停產）： F系列旗艦機種

##### A系列
電子式布簾快門,電子測光運算.
- 佳能 AE-1  （1976年4月上市，已停產）:創下佳能全球銷量紀錄的暢銷機種
- 佳能 AT-1  （1976年12月上市，已停產）
- 佳能 A-1   （1978年4月上市，已停產）：A系列頂級機種
- 佳能 AV-1  （1979年5月上市，已停產）:A系列最簡化版本
- 佳能 AE-1 P（1981年4月上市，已停產）: AE-1 加強版(多加程式編成模式:P模式)
- 佳能 AL-1  （1982年3月上市，已停產）：佳能首台合焦顯示SLR相機,首度採用兩顆AAA電池為電源

##### T系列
電子式金屬縱走快門.電子測光運算。
- 佳能 T50  （1983年上市，已停產）：佳能首台內建自動過片馬達SLR相機，自動過片捲片。
- 佳能 T70（1984年4月上市，已停產）：佳能首台液晶螢幕功能顯示SLR相機，自動過片捲片。
- 佳能 T80（1985年4月上市，已停產）：佳能首台自動對焦(採用fd接環之AC鏡頭)SLR相機，自動過片捲片。
- 佳能 T90  （1986年2月上市，已停產）：可更換對焦屏，機身外觀全新設計，為EOS 之雛，並為CANON FL/FD接環最末一台行設計製造之相機，自動過片捲片。
- 佳能 T60：  （1990年4月上市，已停產）：COSINA代工，FD/FL接環最末一台SLR相機，採手動過片。

#### EOS系統(EF接環)

##### EOS-1系列
- 佳能 EOS 1       （1989年9月上市，已停產）：可更換對焦屏,EOS系列首台旗艦機種
- 佳能 EOS 1N      （1994年11月上市，已停產）：可更換對焦屏,EOS系列旗艦機種
- 佳能 EOS 1N-HS   （1994年11月上市，已停產）：可更換對焦屏,EOS系列旗艦機種
- 佳能 EOS 1N-DP   （1994年11月上市，已停產）：可更換對焦屏,EOS系列旗艦機種
- 佳能 EOS 1N-RS   （1995年3月上市，已停產）：可更換對焦屏,EOS系列旗艦機種。五點自動對焦點。採固定反光鏡設計。每秒連拍高達十張。
- 佳能 EOS 1V      （2000年3月上市）：可更換對焦屏,佳能底片相機末代旗艦機種。45點自動對焦點。是目前1D系列的雛型機種。

##### 6系列
此系列四機皆採取可更換對焦屏.無機頂閃光燈,電子式金屬縱走快門,相同的機身外型設計與機身主結構.
- 佳能 EOS 650     （1987年3月上市，已停產）：EOS系統首台相機，亦全球首部配備全電子鏡頭接環系統的相機[1]。1987年日本年度最佳相機,1987/88 年歐洲最佳相機
- 佳能 EOS 620     （1987年5月上市，已停產）：EOS系統首台具冷光螢幕之SLR相機,1/4000 秒快門、閃燈同步1/250秒
- 佳能 EOS 630/600 （1989年4月上市，已停產）：連拍速度達到5fps，7項自選功能
- 佳能 EOS RT （1989年10月上市，已停產）：EOS系統首台固定反光鏡SLR相機

##### 7/8系列
- 佳能 EOS 850D    （2020年6月上市，)：佳能入門級單眼相機加入了許多中階機才有的硬體規格
- 佳能 EOS 850     （1988年10月上市，已停產）：佳能首台內建閃光燈之SLR相機
- 佳能 EOS 750     （1988年10月上市，已停產）：EOS 850無內建閃光燈之版本
- 佳能 EOS 700     （1990年3月上市，已停產）：搭配採用無手動對焦環之EF鏡頭

##### 1X系列
- 佳能 EOS 10      （1990年3月上市，已停產）：佳能首台人工智慧(AI)焦點預測SLR,首台條碼輸入SLR相機
- 佳能 EOS 1000 F  （1990年9月上市，已停產）
- 佳能 EOS EF-M    （1990年9月上市，已停產）：EOS系統唯一無自動對焦SLR相機
- 佳能 EOS 100     （1991年10月上市，已停產）：佳能內建反光燈GN值最高之SLR
- 佳能 EOS 1000 FN （1992年3月上市，已停產）：

##### 5X系列
- 佳能 EOS 5/A2/A2E      （1992年11月上市，已停產）：可更換對焦屏,CANON首台瞳孔對焦SLR相機,北美地區銷售之A2無瞳孔對焦
- 佳能 EOS 500     （1993年9月上市，已停產）
- 佳能 EOS REBEL X （1993年11月上市，已停產）：北美地區銷售，EOS 500去掉內建閃光燈版本
- 佳能 EOS 5000/888（1995年1月上市，已停產）
- 佳能 EOS 50      （1995年9月上市，已停產）：3點寬區對焦。最大的特色就是機殼外表為鋁鎂合金材質。
- 佳能 EOS 50E/55  （1995年9月上市，已停產）：EOS50瞳孔對焦版本
- 佳能 EOS 500N    （1996年09上市，已停產）

##### 3X系列
- 佳能 EOS 3           （1998年12月上市，已停產）：可更換對焦屏,45點瞳孔對焦SLR相機,3系列頂級機
- 佳能 EOS 3000/88     （1999年3月上市，已停產）
- 佳能 EOS 300         （1999年4月上市，已停產）：7對焦點SLR相機
- 佳能 EOS 30          （2000年10月上市，已停產）：7點瞳孔對焦SLR相機
- 佳能 EOS 33          （2000年10月上市，已停產）：EOS 30無瞳孔對焦版本
- 佳能 EOS Kiss III L  （2001年12月上市，已停產）：EOS300金屬版本
- 佳能 EOS 3000N/66    （2002年2月上市，已停產）
- 佳能 EOS 300V        （2002年9月上市，已停產）：機背具大型液晶顯示
- 佳能 EOS 3000V       （2003年9月上市，已停產）
- 佳能 EOS 30V         （2004年4月上市，已停產）：7點瞳孔對焦SLR相機,具E-TTL II
- 佳能 EOS 33V         （2004年4月上市，已停產）：EOS 30V無瞳孔對焦版本
- 佳能 EOS 300X        （2004年9月上市，已停產）：佳能最後一台135底片SLR相機

##### APS(先進攝影系統)
- 佳能 EOS IX          （已停產）：佳能第一台APS底片SLR相機
- 佳能 EOS IXe         （1996年製造，已停產）:日本款 有附加眼控對焦功能
- 佳能 EOS IXLite      （已停產）：精簡版，日本當地為IX7
- 佳能 EOS IX50        （已停產）

### 數碼單鏡反光相機EOS系統（EF接環）
{ 佳能EOS系列 列表 }
- 佳能 EOS DCS3 （1995年7月上市，已停產）：130萬畫素CCD
- 佳能 EOS DCS1 （1995年12月上市，已停產）：600萬畫素CCD
- 佳能 EOS D2000（1998年3月上市，已停產）：200萬畫素CCD，由佳能和KODAK聯合研發。佳能提供機身，KODAK負責CCD部分和電子元件的研發，這台集兩家之長的數位相機由KODAK和CANON共同擁有，佳能的稱之爲EOS-D2000，而KODAK稱之爲DCS 520。
- 佳能 EOS D6000（1998年3月上市，已停產）：600萬畫素CCD
- 佳能 EOS D30  （2000年10月上市，已停產）：300萬畫素等級CMOS感光元件，佳能第一架CMOS 感測器DSLR相機，焦長轉換率1.5x。
- 佳能 EOS-1D （2001年12月上市，已停產）：400萬畫素CCD
- 佳能 EOS D60（2002年3月上市，已停產）：630萬畫素CMOS
- 佳能 EOS-1Ds（2002年11月上市，已停產）：1140萬畫素CMOS，佳能第一架全片幅數碼單鏡反光相機
- 佳能 EOS 10D（2003年3月上市，已停產）：650萬畫素CMOS，佳能第一架平民級數碼單鏡反光相機
- 佳能 EOS 300D（2003年9月上市，已停產）：650萬畫素CMOS，又稱為EOS Kiss Digital（日本市場）或Digital Rebel（北美市場），佳能第一架入門級數碼單鏡反光相機
- 佳能 EOS-1D Mark II（2004年4月上市，已停產）：850萬畫素CMOS
- 佳能 EOS 20D（2004年9月上市，已停產）：850萬畫素CMOS
- 佳能 EOS-1Ds Mark II（2004年11月上市，已停產）：1670萬畫素CMOS
- 佳能 EOS 20Da（2005年2月，已停產）：850萬畫素CMOS，只在日本市場銷售的天文攝影專用EOS 20D衍生版。
- 佳能 EOS 350D（2005.03月，已停產）：820萬畫素CMOS，又稱為EOS Kiss Digital N（日本市場）或Digital Rebel XT（北美市場）
- 佳能 EOS-1D Mark II N（2005年10月上市，已停產）：850萬畫素CMOS
- 佳能 EOS 5D（2005年10月上市，已停產）：1330萬畫素CMOS，佳能第一架平民級全片幅數碼單鏡反光相機，售價之低為攝影界帶來新局面
- 佳能 EOS 30D（2006年2月上市，已停產）：850萬畫素CMOS
- 佳能 EOS-1D Mark III （2006年2月上市，已停產）：1050萬畫素CMOS，首台即時影像預視DSLR，每秒10張連拍速度
- 佳能 EOS 400D （2006年9月上市，已停產）：APS-C片幅。1050萬畫素CMOS，首台感光元件自動除塵，又稱Digital Rebel XTi（北美市場）
- 佳能 EOS-1Ds Mark III （2007年8月上市）: 2110萬畫數CMOS.
- 佳能 EOS 40D  （2007年8月上市，已停產）：1050萬畫素CMOS，具即時影像預視功能.
- 佳能 EOS 450D （2008年3月日本上市，4月北美上市，已停產）：APS-C片幅。1200萬畫素CMOS，具即時影像預視功能，佳能首台使用SDʌ卡為儲存界面的DSLR，9點對焦，又稱EOS Kiss X2（日本市場）或Digital Rebel XSi（北美市場）。
- 佳能 EOS 1000D （2008年6月日本上市，6月北美上市，已停產）：APS-C片幅。1050萬畫素CMOS，具即時影像預視功能，7點對焦，又稱EOS Kiss F（日本市場）
- 佳能 EOS 50D （2008年6月日本上市，6月北美上市，已停產）：1510萬畫素CMOS，具即時影像預視功能，9點對焦
- 佳能 EOS 5D Mark II（2008年9月上市，已停產）：2110萬畫素CMOS，第一款支援Full HD高畫質錄影的DSLR，可拍攝1920 x 1080@30fps Full HD高畫質影片，每段影片最長可連續拍攝12分鐘，儲存格式为MPEG-4，採用H.264编碼（38.6 Mbits/sec），在保持影片解析度的同时，亦可大幅縮減檔案的大小。
- 佳能 EOS 500D（2009年4月上市，已停產）：1510萬CMOS。APS-C片幅。搭載DIGIC 4。是EOS系列入門級單眼中第一款支援Full HD短片拍攝的單眼。支援ISO最高可12800。
- 佳能 EOS 7D（2009年10月上市，已停產）：1800萬畫素。搭載雙DIGIC4處理器。支援Full HD錄影功能。觀景窗視野率高達100%，倍率1倍。搭載全新十九點對焦系統(全十字型)。觀景窗的眼罩和快門鈕皆與1D同等級。每秒連拍可高達八張。支援感光度最高為12800。更值得一提的是7D是Canon首台能無線遙控閃光燈和電子水平儀功能的單眼相機，也是首台Canon APS-C中等級最高者。
- 佳能 EOS 1D Mark IV（2009年10月發表，已停產）：1610 萬畫素。APS-H片幅。每個感測單元為5.7×5.7μm。(1D MKIII為7.2μm)。延伸ISO感率可以達到 ISO102400。搭載新型45點對焦系統，39點為十字F2.8對焦點。支援Full HD錄影功能。連拍速度最高可達10 fps。
- 佳能 EOS 550D（2010年2月上市，已停產）：1800萬畫素。APS-C片幅。搭載DIGIC4處理器。支援Full HD錄影功能及HDMI輸出。
- 佳能 EOS 60D（2010年8月上市，已停產）：1800萬畫素，APS-C片幅；搭載DIGIC4處理器；為佳能第一台擁有可翻轉螢幕的數位單眼相機；具全高清錄影功能；60D取消了雙工的按鈕、金屬機身、八向遙桿，但仍有防塵防滴的性能，因為有些部分不如50D，因此，60D成為一台爭議性頗高的相機。
- 佳能 EOS 600D（2011年上市，已停產）：APS-C片幅；1800萬畫素。
- 佳能 EOS 1100D（2011年2月上市，已停產）: APS-C片幅；1220萬畫素CMOS。它在日本市場被稱作EOS Kiss X50，在美國和加拿大市場被稱作EOS Rebel T3
- 佳能 EOS 5D Mark III（2012年3月上市，已停產）:2230萬畫素CMOS。
- 佳能 EOS 650D（2012年上市，已停產）：APS-C片幅，首台搭載Hybrid CMOS AF的機種；1800萬畫素。
- 佳能 EOS 1DX（2012年上市）：顶级专业单反，兼顾高画质和高速。
- 佳能 EOS 6D（2012年12月上市）：2020萬畫素CMOS，11點自動對焦系統，機身重680克(不含電池)，為Canon當時最輕巧的EOS全片幅數位單眼相機機種。
- 佳能 EOS 100D（2013年上市）:  极轻便超小型单反相机
- 佳能 EOS 700D（2013年上市）：APS-C片幅，搭載Hybrid CMOS AF II。
- 佳能 EOS 70D（2013年7月上市）： 具有2020萬有效畫素APS-C片幅CMOS圖像傳感器，首台搭載Dual Pixel CMOS AF的機種。
- 佳能 EOS 7D MarkII（2014年9月上市）：APS-C片幅，7D後繼機型，亦有搭載Dual Pixel CMOS AF，為目前APS-C中等級最高者。
- 佳能 EOS 750D（2015年2月上市）：具備2420萬有效像素APS-C片幅CMOS圖像傳感器。
- 佳能 EOS 760D（2015年2月上市）：具備2420萬有效像素APS-C片幅CMOS圖像傳感器。
- 佳能 EOS 80D（2016年3月上市）：具備2420萬有效像素APS-C片幅CMOS圖像傳感器。
- 佳能 EOS 5Ds、5DsR（2015年6月上市）：5060萬畫素CMOS
- 佳能 EOS 1DX Mark II（2016年4月上市）：2020萬畫素CMOS
- 佳能 EOS 1300D（2016年4月上市）
- 佳能 EOS 5D Mark IV（2016年9月上市）：3040萬畫素CMOS
- 佳能 EOS 77D（2017年2月上市）：即9000D，760D的後繼機種。具備2420萬有效像素APS-C片幅CMOS圖像傳感器。
- 佳能 EOS 800D（2017年3月上市）：具備2420萬有效像素APS-C片幅CMOS圖像傳感器。
- 佳能 EOS 200D（2017年7月上市）100D後繼機種。
- 佳能 EOS 6D Mark II（2017年7月上市）：2620萬畫素CMOS
- 佳能 EOS 4000D（2018年2月上市）
- 佳能 EOS 3000D（2018年3月上市）
- 佳能 EOS 1500D（2018年3月上市）：即2000D，1500D的後繼機種。
- 佳能 EOS 90D （2019年9月上市）：80D後繼機種，具備3250萬有效畫素APS-C片幅CMOS圖像傳感器，DIGIC 8 數位影像處理器，支援4K 30P(無裁切)錄影。
- 佳能 EOS 850D （2020年2月上市）：具備2410萬有效像素APS-C片幅CMOS圖像傳感器。

### 135底片消費型相機
- 佳能 AF35M (オートボーイ)
- 佳能 AF35ML(オートボーイスーパー)/ QD
- 佳能 オートボーイ2 / QD
- 佳能 オートボーイライト / QD
- 佳能 オートボーイ3 / QD
- 佳能 オートボーイテレ / QD
- 佳能 オートボーイテレ6
- 佳能 オートボーイズーム
- 佳能 オートボーイプリズマ
- 佳能 オートボーイライト2
- 佳能 オートボーイズーム
- 佳能 オートボーイプリズマ
- 佳能 オートボーイライト2
- 佳能 オートボーイ ズームスーパー
- 佳能 ニューオートボーイ / P
- 佳能 オートボーイWT28(ワールドトラベラー)

### APS底片消費型相機
- 佳能 IXY
- 佳能 IXY G
- 佳能 IXY 20
- 佳能 IXY 10
- 佳能 IXY GE
- 佳能 IXY 25
- 佳能 IXY 310
- 佳能 IXY 限量版
- 佳能 IXY 330
- 佳能 IXY 210
- 佳能 IXUS AF/Date
- 佳能 IXUS FF/Date
- 佳能 IXY 320
- 佳能 IXY D5
- 佳能 IXY 220
- 佳能 IXY 230
- 佳能 ELPH SHADES GLACIER
- 佳能 ELPH SHADES SUNSHINE
- 佳能 IXY i

### 數位消費型相機

#### PowerShotdigital 系列

##### 佳能 PowerShot G系列
- 佳能 PowerShot G1
- 佳能 PowerShot G2
- 佳能 PowerShot G3
- 佳能 PowerShot G5
- 佳能 PowerShot G6
- 佳能 PowerShot G7
- 佳能 PowerShot G9
- 佳能 PowerShot G10
- 佳能 PowerShot G11
- 佳能 PowerShot G12
- 佳能 PowerShot G15
- 佳能 PowerShot G16
- 佳能 PowerShot G17

##### PowerShot S/ SX 系列
- 佳能 PowerShot S1 IS
- 佳能 PowerShot S2 IS
- 佳能 PowerShot S3 IS
- 佳能 PowerShot S5 IS

- 佳能 PowerShot SX200 IS
- 佳能 PowerShot SX100 IS
- 佳能 PowerShot SX110 IS
- 佳能 PowerShot SX120 IS
- 佳能 PowerShot SX1 IS
- 佳能 PowerShot SX10 IS
- 佳能 PowerShot SX20 IS

- 佳能 PowerShot S10
- 佳能 PowerShot S20
- 佳能 PowerShot S30
- 佳能 PowerShot S40
- 佳能 PowerShot S45
- 佳能 PowerShot S50
- 佳能 PowerShot S60
- 佳能 PowerShot S70
- 佳能 PowerShot S80
- 佳能 PowerShot S90
- 佳能 PowerShot S100
- 佳能 PowerShot S400
- 佳能 PowerShot S410
- 佳能 PowerShot S500

##### PowerShot A 系列
- 佳能 PowerShot A5
- 佳能 PowerShot A10
- 佳能 PowerShot A20
- 佳能 PowerShot A30
- 佳能 PowerShot A40
- 佳能 PowerShot A50
- 佳能 PowerShot A60
- 佳能 PowerShot A70
- 佳能 PowerShot A75
- 佳能 PowerShot A80
- 佳能 PowerShot A85
- 佳能 PowerShot A95
- 佳能 PowerShot A100
- 佳能 PowerShot A200
- 佳能 PowerShot A300
- 佳能 PowerShot A310
- 佳能 PowerShot A400
- 佳能 PowerShot A410
- 佳能 PowerShot A420
- 佳能 PowerShot A430
- 佳能 PowerShot A450
- 佳能 PowerShot A460
- 佳能 PowerShot A470
- 佳能 PowerShot A480
- 佳能 PowerShot A490
- 佳能 PowerShot A495
- 佳能 PowerShot A510
- 佳能 PowerShot A520
- 佳能 PowerShot A530
- 佳能 PowerShot A540
- 佳能 PowerShot A550
- 佳能 PowerShot A560
- 佳能 PowerShot A570 IS
- 佳能 PowerShot A580
- 佳能 PowerShot A590 IS
- 佳能 PowerShot A610
- 佳能 PowerShot A620
- 佳能 PowerShot A630
- 佳能 PowerShot A640
- 佳能 PowerShot A650 IS
- 佳能 PowerShot A700
- 佳能 PowerShot A710 IS
- 佳能 PowerShot A720 IS
- 佳能 PowerShot A1000 IS
- 佳能 PowerShot A1100 IS
- 佳能 PowerShot A2000 IS
- 佳能 PowerShot A2100 IS
- 佳能 PowerShot A3000 IS
- 佳能 PowerShot A3150 IS

##### PowerShot Pro 系列
- 佳能 PowerShot Pro1
- 佳能 Powershot Pro70
- 佳能 Powershot Pro90IS

##### 其它PowerShot
- 佳能 PowerShot TX1
- 佳能 PowerShot E1
- 佳能 PowerShot D10
- 佳能 PowerShot 600
- 佳能 PowerShot 30
- 佳能 PowerShot 30T
- 佳能 PowerShot 350
- 佳能 PowerShot 600N

#### Digital IXUS系列
- 佳能 PowerShot SD10
- 佳能 SD20 / Digital IXUS i5
- 佳能 SD30 / Digital IXUS i Zoom
- 佳能 SD100 / Digital IXUS II
- 佳能 SD110 / Digital IXUS IIs
- 佳能 SD200 / Digital IXUS 30
- 佳能 SD300 / Digital IXUS 40
- 佳能 SD400 / Digital IXUS 50
- 佳能 SD430 / Digital IXUS Wireless
- 佳能 SD450 / Digital IXUS 55
- 佳能 SD500 / Digital IXUS 700
- 佳能 SD550 / Digital IXUS 750
- 佳能 SD600 / Digital IXUS 60
- 佳能 SD630 / Digital IXUS 65
- 佳能 IXUS 70
- 佳能 IXUS 75
- 佳能 IXUS 80 IS
- 佳能 IXUS 85 IS
- 佳能 IXUS 90 IS
- 佳能 IXUS 95 IS
- 佳能 IXUS 100 IS
- 佳能 IXUS 110 IS
- 佳能 IXUS 120 IS
- 佳能 IXUS 200 IS
- 佳能 SD700 IS / Digital IXUS 800 IS
- 佳能 SD800 IS / Digital IXUS 850 IS
- 佳能 IXUS 860 IS / Digital IXUS 860 IS
- 佳能 IXUS 870 IS / Digital IXUS 870 IS
- 佳能 SD950 IS / Digital IXUS 950 IS
- 佳能 IXUS 970 IS
- 佳能 IXUS 980 IS
- 佳能 IXUS 990 IS
- 佳能 Digital IXUS 900 Ti
- 佳能 IXY DIGITAL 920 IS
- 佳能 IXY DIGITAL 3000 IS
- 佳能 S200 / Digital IXUS V2
- 佳能 S230 / Digital IXUS V3
- 佳能 S330
- 佳能 S400
- 佳能 S410

#### Canon Digital 其他機種
- 佳能 RC-701
- 佳能 RC-760
- 佳能 RC-470
- 佳能 RC-251
- 佳能 RC-260
- 佳能 RC-570
- 佳能 RC-360
- 佳能 CE300
- 佳能 EOS M